# Hebius parallelum
Espèce
Synonymes
- Tropidonotus parallelus Boulenger, 1890
- Amphiesma parallela (Boulenger, 1890)
- Amphiesma parallelum (Boulenger, 1890)

Hebius parallelum est une espèce de serpents de la famille des Natricidae. 

## Répartition
Cette espèce est endémique d'Inde. Elle se rencontre au Sikkim et au Nagaland.
Sa présence est incertaine au Népal et au Bhoutan.

## Description
L'holotype de Amphiesma parallelum mesure 560 mm dont 140 mm pour la queue. Cette espèce a la face dorsale brun olivâtre, les écailles étant bordées de noir. Deux bandes jaunâtres bordées de noir courent le long du dos et de la queue. Sa face ventrale est jaune uniforme.

## Publication originale
- Boulenger, 1890 : The Fauna of British India, Including Ceylon and Burma. Reptilia and Batrachia, p. 1-541 (texte intégral).